# Konstantyn I (książę Armenii Mniejszej)
Konstantyn I, urodzony między 1050 a 1055 rokiem, zmarł w 1102 lub w 1103 roku, był drugim księciem Cylicji z dynastii Rubenidów. Podobnie jak ojciec, Ruben I, używał też tytułu Pana Gór. W czasie swoich rządów opanował większość ziem leżących wokół Taurusu i znacznie przyczynił się do ich odbudowy i rozwoju. Znany jest również z pomocy, której udzielał krzyżowcom, na przykład w czasie długiego i wyczerpującego oblężenia Antiochii. Był zdecydowanym zwolennikiem Kościoła Ormiańskiego

## Życiorys

### Wczesne lata
Urodził się między 1050 a 1055 rokiem. Był synem Rubena I, który w okolicach 1080 roku ogłosił niezależność Cylicji od Cesarstwa Bizantyńskiego. Według kroniki Mateusza z Edessy, Konstantyn zanim został księciem był, podobnie jak ojciec, jednym z dowódców wojskowych ostatniego króla Ani, Gagika II, w czasie jego rządów w Kapadocji. 

### Cylicja
Po zabiciu Gagika II przez Bizantyjczyków wraz z ojcem zbiegł w Góry Taurus, gdzie zajęli twierdzę Kosidar, położoną na północ od Sis (Kozan we współczesnej Turcji). Prawdopodobnie brał udział w wyprawach wojskowych ojca przeciwko Bizantyjczykom a Ruben, w miarę jak się starzał, przekazywał mu coraz więcej obowiązków. W 1090 udało mu się zdobyć strategicznie ważną fortecę Wahka (Feke w Turcji), dzięki której udało mu się rozszerzyć granice ziem znajdujących się pod panowaniem jego rodu i co ważniejsze przejąć kontrolę nad szlakiem handlowym wiodącym z Ajas do środkowej części Azji Mniejszej. Podatki z nowych ziem i cła płacone przez kupców znacznie wzbogaciły Rubenidów i pozwoliły im wybić się nad inne rody ormiańskie rządzące na terenie Cylicji.

### Rządy
Po śmierci ojca w 1095 roku zaczął sprawować samodzielne rządy. Rozciągnął swoje panowanie na wschód, podporządkowując sobie ziemie leżące w pobliżu łańcucha górskiego Antytaurus. Udzielał również wsparcia krzyżowcom, zwłaszcza w czasie oblężenia Antiochii i walk w północnej Syrii. Łacinnicy uhonorowali go nadając mu tytuły komesa i barona.
Chronografia Samuela z Ani podaje, iż Konstantyn I zginął w twierdzy Wahka na skutek porażenia przez piorun. Miało to miejsce w 1102 lub w 1103 roku. Rządy po nim objął jego syn, Toros I.